# Lionsgate+
Lionsgate+ (Lionsgate Play na Ásia, Starzplay na América do Norte e Starzplay Arabia no Oriente Médio e Norte da África) é um serviço de streaming de vídeo sob demanda com assinatura fixa oferecida pela Starz, que oferece um catálogo de produções do canal de televisão a cabo americano Starz, de propriedade da Starz Entertainment. Também possui filmes, séries e documentários de outras propriedades da Starz Inc, além de outros estúdios internacionais.

## História
Em agosto de 2018, o diretor executivo da Lionsgate, empresa proprietária da Starz Jon Feltheimer, confirmou que seu serviço de streaming Starz Play apontaria para uma expansão internacional, iniciada principalmente pela Europa, América Latina, Oriente Médio e algumas partes da África. Em fevereiro de 2019, o serviço foi lançado na Arábia Saudita. Em 28 de março de 2019, o serviço foi lançado na Espanha através da Apple TV, Vodafone TV e Orange TV. Em maio de 2019, foi confirmado que o serviço também chegaria à América Latina, estreando em 29 de maio de 2019 através da Apple TV e em 1 de julho chegaria às áreas do Oriente Médio e da África.
Em setembro de 2019, foi confirmado que o serviço estará disponível no México através do App da izzi TV. Em 26 de setembro de 2019, foi confirmado que o serviço estará disponível no Totalplay. Em 8 de outubro, foi anunciado que também estará disponível nos canais Prime Video no aplicativo Amazon Prime Video.
No dia 28 de setembro de 2022, a Lionsgate anunciou que o Starzplay, serviço de streaming do grupo Starz, que é de sua propriedade, ganhará um rebranding.
O Starzplay, será renomeado como Lionsgate Plus em 35 países, coincidindo com um novo visual de marca, lançado globalmente em 29 de setembro de 2022. O novo visual da marca Starz com pacote gráfico, paleta de cores e elementos de design será implantado nos EUA e na maior parte da empresa como um todo. O Starzplay será renomeado para Lionsgate Plus, exceto nos EUA e Canadá, onde permanecerá como Starz. Já as marcas Starzplay Arabia e Lionsgate Play no sul e no sudeste da Ásia também permanecerão em vigor. 

## Operação
O serviço funciona com uma assinatura anterior do aplicativo Lionsgate+ na Apple TV ou em sua plataforma disponível. Após a inscrição, o usuário desfrutará de 7 dias de todo o catálogo de serviços. Se o usuário não estiver satisfeito com o serviço, poderá cancelar a inscrição um dia antes do final da semana gratuita, sem nenhum custo. No final da semana grátis, o pagamento mensal é feito por uma taxa fixa. Lionsgate+ tem mais de 10.000 horas de entretenimento, com uma variedade de séries e filmes disponíveis.
Para cada usuário registrado, a conexão de até quatro dispositivos diferentes é permitida, independentemente da plataforma usada. Não é possível adicionar mais, mas um dos quatro dispositivos deve ser removido para alterar o dispositivo. Para aproveitar o conteúdo, você precisa baixar o aplicativo oficial Starz Play nos dispositivos disponíveis para ele.
A qualidade máxima de reprodução que permite a plataforma é UHDTV (2160p), isso porque os dispositivos Apple TV permitem essa qualidade máxima de imagem. As estreias da série Lionsgate+ são simultâneas com a plataforma, ou seja, você pode ver o capítulo de uma série ao mesmo tempo em que é lançada nos Estados Unidos, além de ter a opção de assistir dublado no mesmo horário do lançamento.